# ミゲル・ロブステ
ミケル・ロブステ（Miguel Robusté Colomer、1985年5月20日 - ）は、スペイン・カタルーニャ州ビラスサー・ダ・マール出身のサッカー選手。CFバダロナ所属。ポジションはDF。

## 経歴

### クラブ
カタルーニャ州・バルセロナ県・ビラスサー・ダ・マールに生まれ、バルセロナ第2のクラブであるRCDエスパニョールの下部組織で育った。2003-04シーズンはフベニールに登録されたが、同シーズンから2005-06シーズンはBチームでもレギュラーとして起用され、2004-05シーズンはセグンダ・ディビシオンB（3部相当）で21試合に出場した。2006-07シーズンはポリデポルティーボ・エヒドにレンタル移籍し、セグンダ・ディビシオン（2部）で29試合に出場した。2007年夏、プリメーラ・ディビシオン（1部）のレバンテUDに完全移籍。結局エスパニョールではトップチームの試合に出場していない。レバンテの財政難がロブステの出場機会を増やし、2008年3月30日のUDアルメリア戦(1-2)でプリメーラデビューした。2009-10シーズンは再びセグンダでプレーしたが、2010年5月22日のFCカルタヘナ戦(5-3)では2得点を挙げた。同シーズンのレバンテは3位となってプリメーラ昇格を決めたが、2010-11シーズンはリーグ戦7試合しか出場できず、8月8日にレバンテを退団した。8月下旬にセグンダ・ディビシオンのヘレスCDと契約した。

### 代表
U-17スペイン代表では中心選手のひとりであった。U-19スペイン代表ではキャプテンを務め、2004年にUEFA U-19欧州選手権に出場して優勝した。2005年にはFIFAワールドユース選手権に出場した。

## タイトル
- U-19スペイン代表

UEFA U-19欧州選手権 優勝 : 2004